# Morterillos
Morterillos är en ort i Mexiko.   Den ligger i kommunen Moctezuma och delstaten San Luis Potosí, i den centrala delen av landet, 400 km nordväst om huvudstaden Mexico City. Morterillos ligger 1 752 meter över havet och antalet invånare är 266.
Terrängen runt Morterillos är platt åt nordost, men åt sydväst är den kuperad. Terrängen runt Morterillos sluttar österut. Runt Morterillos är det glesbefolkat, med 15 invånare per kvadratkilometer. Närmaste större samhälle är La Manta, 11,1 km sydost om Morterillos. Omgivningarna runt Morterillos är i huvudsak ett öppet busklandskap.